# Niviventer andersoni
Niviventer andersoni és una espècie de mamífer rosegador de la família dels múrids. És endèmica de la Xina (províncies de Yunnan, Sichuan, Shaanxi i, possiblement, Guizhou), on viu a altituds d'entre 2.000 i 3.000 msnm. El seu hàbitat natural són els boscos montans. És una espècie en risc mínim, és a dir, no sembla que hi hagi cap amenaça significativa per a la seva supervivència. Aquest tàxon fou anomenat en honor del zoòleg estatunidenc Malcolm Playfair Anderson.